# Centrale de Sipat
 (mai 2023).
Si vous disposez d'ouvrages ou d'articles de référence ou si vous connaissez des sites web de qualité traitant du thème abordé ici, merci de compléter l'article en donnant les références utiles à sa vérifiabilité et en les liant à la section « Notes et références ».
La centrale de Sipat est une centrale thermique alimentée au charbon dans la ville de Sipat (en), dans le district de Bilaspur, dans l'état indien du Chhattisgarh. Elle est inaugurée en 2013 et nommée Rajiv Gandhi Super Thermal Power Station, en l'honneur de Rajiv Gandhi. Elle est opérée par NTPC, plus gros distributeur d'électricité d'Inde.